# Mark McNulty
Mark McNulty (* 25. Oktober 1953 in Bindwa, Föderation von Rhodesien und Njassaland) ist ein irischer Berufsgolfspieler. Er war von Mitte der 1980er- bis Mitte der 1990er Jahre einer der führenden Spieler der European Tour.

## Karriere
Nach einer erfolgreichen Amateurkarriere begann McNulty als Berufsgolfer in der südafrikanischen Turnierserie. Ab 1978 bespielte er auch die European Tour und kam erstmals 1986 unter die Top 10 der Geldrangliste. Insgesamt holte er sich dort 16 Turniersiege, darunter die bedeutenden Volvo Masters 1996. Sein letzter Sieg auf jener Tour war 2001. Weltweit hat er bis 2002 noch zusätzlich 35 Turniersiege eingefahren.
Mit 50 Jahren zum Senior Golfer geworden, qualifizierte er sich für die US-amerikanische Champions Tour ab der Saison 2004. Mc Nulty hatte einen fulminanten Start und gewann gleich das erste Turnier, an dem er teilnahm. Es folgten zwei weitere Siege, einer davon bei der wichtigen Senior Tour Championship (Charles Schwab Cup), und am Ende jener Saison ein 7. Platz in der Geldrangliste. Zwei Erfolge im Jahre 2005 brachten ihm Platz drei in der Jahreswertung und jeweils einer in den Jahren 2007, 2009 und 2011 erhöhten seine Sieganzahl in der Champions Tour auf bislang acht. 
McNulty nahm im Jahr 2003 die irische Staatsbürgerschaft an, lebt aber derzeit in Sunningdale, einer wohlhabenden Stadtgemeinde westlich von London mit prominenten Golfplätzen und Spitzengolfern, wie Ernie Els und Nick Faldo in der Nachbarschaft. Er ist seit 1998 mit seiner Frau Alison verheiratet und hat zwei Kinder, Matthew (1985) und Catherine (1988).

## European Tour Siege
- 1979 Greater Manchester Open
- 1980 Braun German Open
- 1986 Portuguese Open
- 1987 London Standard Four Stars National Pro-Celebrity, Dunhill British Masters, German Open
- 1988 Cannes Open
- 1989 Torras Monte Carlo
- 1990 Credit Lyonnais Cannes Open, Volvo German Open
- 1991 Volvo German Open
- 1994 BMW International Open
- 1996 Dimension Data Pro-Am, Sun Microsystems Dutch Open, Volvo Masters
- 2001 Mercedes-Benz South African Open

## Champions Tour Siege
- 2004 Outback Steakhouse Pro-Am, SBC Championship, Charles Schwab Cup Championship
- 2005 Bank of America Championship, Administaff Small Business Classic
- 2007 JELD-WEN Tradition
- 2009 Principal Charity Classic
- 2011 Liberty Mutual Legends of Golf (mit David Eger)

## Andere Turniersiege
- 1979 Holiday Inns Royal Swazi Sun Open (Südafrika)
- 1980 Malaysian Open
- 1981 SAB South African Masters (Südafrika)
- 1982 SISA Classic, SAB Masters, Sharp Electronics Classic, Sun City Classic (alle Südafrika)
- 1984 Pan Am Wild Coast Sun Classic (Südafrika)
- 1985 Palabora Classic, Swazi Sun Pro-Am, Safmarine Masters (alle Südafrika)
- 1986 Safmarine Masters, Wild Coast Classic, Barclays Bank Classic, Swazi Sun Pro Am, Trustbank Tournament of Champions, Helix Wild Coast Sun Classic, Germiston Centenary Tournament, Million Dollar Challenge (alle Südafrika)
- 1987 South African Open, AECI Charity Classic, Swazi Sun Pro-Am, Trustbank Tournament of Champions (alle Südafrika)
- 1988 Benson and Hedges Trophy (mit Marie Laure de Lorenzi) (Spanien)
- 1992 Zimbabwe Open (Challenge Tour)
- 1993 Lexington PGA Championship (Südafrika), FNB Players Championship (Südafrika)
- 1996 Zimbabwe Open
- 1997 San Lameer SA Masters (Südafrika), Nashua Wild Coast Challenge (Südafrika)
- 1998 Vodacom Players Championship (Südafrika)
- 2000 Stenham Swazi Open (Südafrika), Cabs Old Mutual Zimbabwe Open
- 2001 Nashua Nedtel Cellular Masters
- 2002 Vodacom Players Championship (Südafrika)

## Teilnahme an Teambewerben
- Eisenhower Trophy (Amateur): 1974
- Alfred Dunhill Cup: 1993, 1994, 1995, 1996, 1997, 1998, 2000
- World Cup: 1993, 1994, 1995, 1996, 1997, 1998, 2000, 2001
- Presidents Cup: 1994, 1996
- UBS Cup: 2004

## Amateursiege
- 1974 Rhodesia Amateur Championship
- 1977 South African Amateur Stroke Play Championship